# ПЗЛ М28
ПЗЛ М28 је пољски лаки транспортни и патролни авион. Развила га је пољска компанија ПЗЛ из Мјелецa из совјетског (сада украјинског) авиона Антонов Ан-28. Прве верзије, рађене по лиценци Антонова, носиле су ознаку ПЗЛ Ан-28. Морнаричка патролна варијанта авиона носи назив ПЗЛ М28Б Бриз.

## Развој и дизајн
Први прототип ПЗЛ Ан-28 обавио је свој први пробни лет 22. јули 1984. године. Совјетски сертификат је добио 1986. године, а убрзо је компанија ПЗЛ постала једини произвођач авиона Ан-28. ПЗЛ Ан-28 је био погоњен турбо-елисним мотором ПЗЛ-10С (лиценцном верзијом совјетског турбо-елисног мотора ТВД-10Б). 24. јули 1993. године полетео је први ПЗЛ М28, опремљен западним турбо-елисним моторима ПТ6A-65Б, снаге 820 kW (110 коњских снага). Механичка структура авиона начињена је од метала. ПЗЛ М28 је висококрилац, са стајним трапом типа трицикл и два вертикална стабилизатора. Поред пилота и копилота, ПЗЛ М28 може да превезе и 18 или 19 путника и од 12 до 15 падобранаца. Морнаричка патролна верзија авиона ПЗЛ М28Б Бриз опремљена је радаром, уграђеним на доњи део трупа. Америчко ратно ваздухопловство користи верзију авиона која има ознаку Ц-145А.

## Корисници
- Венецуела
- Вијетнам
- Гвајана
- Еквадор
- Естонија
- Индонезија
- Јордан
- Кенија
- Костарика
- Немачка
- Непал
- Пољска
- САД

## Галерија
- Морнарички патролни авион ПЗЛ М28Б Бриз